# Piercia manengouba
Piercia manengouba är en fjärilsart som beskrevs av Claude Herbulot 1974. Piercia manengouba ingår i släktet Piercia och familjen mätare. Inga underarter finns listade i Catalogue of Life.